# Cléden-Poher
Cléden-Poher è un comune francese di 1 106 abitanti situato nel dipartimento del Finistère nella regione della Bretagna.

## Società

### Evoluzione demografica
Abitanti censiti